# MFK Rybińsk
MFK Rybińsk (ros. МФК «Рыбинск») – rosyjski klub piłkarski, mający siedzibę w mieście Rybińsk, w obwodzie jarosławskim, na zachodzie kraju. Obecnie występuje w III diwizionie.

## Historia
Chronologia nazw:
- 1937: Krylja Sowietow Rybińsk (ros. «Крылья Советов» Рыбинск)
- 1946: Krylja Sowietow Szczerbakow (ros. «Крылья Советов» Щербаков)
- 1957: Krylja Sowietow Rybińsk (ros. «Крылья Советов» Рыбинск)
- 1964: Saturn Rybińsk (ros. «Сатурн» Рыбинск)
- 1984: Saturn Andropow (ros. «Сатурн» Андропов)
- 1989: Saturn Rybińsk (ros. «Сатурн» Рыбинск)
- 1991: Wympieł Rybińsk (ros. «Вымпел» Рыбинск)
- 1997: Burłak Rybińsk (ros. «Бурлак» Рыбинск)
- 1999: SKA-Zwiezda Rybińsk (ros. СКА-«Звезда» Рыбинск)
- 2001: FSK Rybińsk (ros. Ф(С)К «Рыбинск» Рыбинск)
- 2008: klub rozwiązano
- 2011: Wołga Rybińsk (ros. «Волга» Рыбинск)
- 2014: Rybiniec Rybińsk (ros. «Рыбинец» Рыбинск)
- 2017: FSK Rybińsk (ros. Ф(С)К «Рыбинск»)
- 2018: MFK Rybińsk (ros. МФК «Рыбинск»)

Klub piłkarski Krylja Sowietow został założony w miejscowości Rybińsk w 1937 roku. Na początku istnienia zespół brał udział w rozgrywkach lokalnych. W 1937 startował w rozgrywkach Pucharu ZSRR. Od września 1946 do października 1957 miasto nosiło nazwę Szczerbakow, w związku z czym klub nazywał się Krylja Sowietow Szczerbakow. W 1964 roku klub z nazwą Saturn Rybińsk startował w grupie 1 Rosyjskiej FSRR Klass B Mistrzostw ZSRR (D3), zajmując 16.miejsce. Do 1969 występował w trzeciej lidze, zwanej Klass B. W sezonie 1969 najpierw zwyciężył w grupie 2 Rosyjskiej FSRR, a potem również był pierwszym w półfinale VI wśród 4 drużyn, aby w turnieju finałowym Rosyjskiej FSRR zdobyć wicemistrzostwo (wśród 6 klubów). W 1970 po reorganizacji systemu lig klub zakwalifikował się do Wtoroj grupy Klassa A (D3). Sezon 1970 zakończył na 16.pozycji w grupie 2. Potem do 1989 (z wyjątkiem 1974 i 1975) występował w jednej z grup Wtoroj ligi (D3). Od marca 1984 do marca 1989 miasto było nazwane Andropow, w związku z czym klub nazywał się Saturn Andropow. W sezonie 1989 uplasował się na ostatnim 22.miejsce w grupie 1 Wtoroj ligi i spadł z rozgrywek profesjonalnych.
Po wznowieniu rozgrywek w Rosji w 1992 zespół debiutował w grupie 4 Wtoroj ligi mistrzostw Rosji. Po zakończeniu sezonu 1994 spadł do Trietiej ligi. W 1996 zrezygnował z występów. W 1997 po reorganizacji klub zmienił nazwę na Burłak Rybińsk i potem występował w mistrzostwach Rosji wśród amatorów. W 1999 zmieniono nazwę klubu na SKA-Zwiezda Rybińsk. Dopiero w 2001 po zmianie nazwy na FSK Rybińsk ponownie startował we Wtorom diwizionie. W 2002 zajął ostatnią 20.pozycję w grupie Zapad i spadł do rozgrywek amatorskich. Po zakończeniu sezonu 2008 klub został rozwiązany.
W 2011 klub został reaktywowany jako Wołga Rybińsk i występował w mistrzostwach obwodu jarosławskiego. W 2014 po zmianie nazwy na Rybiniec Rybińsk startował w Trietim diwizionie, ale w następnym roku zrezygnował z występów profesjonalnych i potem występował w rozgrywkach obwodu jarosławskiego. W 2017 zmienił nazwę na FSK Rybińsk i potem występował w Trietim diwizionie. W 2018 klub przyjął nazwę MFK Rybińsk.

## Barwy klubowe, strój
| Niebieski | Biały |

Klub ma barwy niebiesko-białe. Zawodnicy domowe spotkania zazwyczaj grają w białych koszulkach, czarnych spodenkach oraz białych getrach.

## Sukcesy

### Trofea międzynarodowe
Nie uczestniczył w rozgrywkach europejskich (stan na 31-05-2019).

### Trofea krajowe
Rosja
| \| \| Zdobyte trofea w rozgrywkach Rosji (stan na: 31-05-2019) \| |                                                          |      |          |
| Rozgrywki                                                         | Osiągnięcie                                              | Razy | Sezon(y) |
| · Mistrzostwo                                                     | I miejsce                                                | 0    |          |
| · Mistrzostwo                                                     | II miejsce                                               | 0    |          |
| · Mistrzostwo                                                     | III miejsce                                              | 0    |          |
| · Puchar                                                          | zdobywca                                                 | 0    |          |
| · Puchar                                                          | finalista                                                | 0    |          |
| · Puchar                                                          | 1/32 finału                                              | 1    | 1993/94  |
| II liga                                                           | I miejsce                                                | 0    |          |
| II liga                                                           | II miejsce                                               | 0    |          |
| II liga                                                           | III miejsce                                              | 0    |          |
| Rosja                                                             | Zdobyte trofea w rozgrywkach Rosji (stan na: 31-05-2019) |      |          |

- Wtoraja liga (D3):
  - mistrz (1x): 1993 (gr.5)

ZSRR
| \| \| Zdobyte trofea w rozgrywkach Związku Radzieckiego (stan na: 31-12-1992) \| |                                                                         |      |          |
| Rozgrywki                                                                        | Osiągnięcie                                                             | Razy | Sezon(y) |
| Mistrzostwo                                                                      | I miejsce                                                               | 0    |          |
| Mistrzostwo                                                                      | II miejsce                                                              | 0    |          |
| Mistrzostwo                                                                      | III miejsce                                                             | 0    |          |
| Puchar                                                                           | zdobywca                                                                | 0    |          |
| Puchar                                                                           | finalista                                                               | 0    |          |
| Puchar                                                                           | 1/64 finału                                                             | 1    | 1937     |
| II liga                                                                          | I miejsce                                                               | 0    |          |
| II liga                                                                          | II miejsce                                                              | 0    |          |
| II liga                                                                          | III miejsce                                                             | 0    |          |
|                                                                                  | Zdobyte trofea w rozgrywkach Związku Radzieckiego (stan na: 31-12-1992) |      |          |

- Klass B (D3):
  - 3.miejsce (1x): 1969 (RFSRR)

## Poszczególne sezony

### Rozgrywki międzynarodowe

#### Europejskie puchary
Nie uczestniczył w rozgrywkach europejskich.

### Rozgrywki krajowe
ZSRR
| \| \| Bilans występów klubu w rozgrywkach piłkarskich Związku Radzieckiego (Stan na 31 grudnia 1992 r.) \| |                                                                                                   |        |       |   |   |   |    |    |     |                      |        |        |      |
| Poziom | Rozgrywki                                                                                         | Sezony | Mecze | Z | R | P | B+ | B– | Pkt | Lata                 | Awanse | Spadki | Naj. |
| I | Wysszaja Liga                                                                                     | 0      |       |   |   |   |    |    |     |                      |        |        |      |
| II | Klass B - gr.RFSRR                                                                                | 0      |       |   |   |   |    |    |     |                      |        |        |      |
| III | Klass B - gr.RFSRR/Wtoraja liga                                                                   | 24     |       |   |   |   |    |    |     | 1964–1973, 1976–1989 | 0      | 2      | 2    |
| | Puchar ZSRR                                                                                       | ?      |       |   |   |   |    |    |     | 1937–1968            | 0      | 0      | 1/64 |
| | Bilans występów klubu w rozgrywkach piłkarskich Związku Radzieckiego (Stan na 31 grudnia 1992 r.) |        |       |   |   |   |    |    |     |                      |        |        |      |

Rosja
| \| Rosja \| Bilans występów klubu w rozgrywkach piłkarskich Rosji (Stan na 31 maja 2019 r.) \| \| |                                                                                 |        |       |   |   |   |    |    |     |                                           |        |        |      |
| Poziom                                                                                            | Rozgrywki                                                                       | Sezony | Mecze | Z | R | P | B+ | B– | Pkt | Lata                                      | Awanse | Spadki | Naj. |
| I                                                                                                 | Priemjer-Liga                                                                   | 0      |       |   |   |   |    |    |     |                                           |        |        |      |
| II                                                                                                | Pierwyj diwizion                                                                | 0      |       |   |   |   |    |    |     |                                           |        |        |      |
| III                                                                                               | Wtoroj diwizion                                                                 | 6      |       |   |   |   |    |    |     | 1992–1995, 2001–2002                      | 0      | 2      | 1    |
| IV                                                                                                | Trietij diwizion                                                                | 15     |       |   |   |   |    |    |     | 1995, 1997–2000, 2003–2008, 2014, od 2017 | 1      | 1      | 2    |
|                                                                                                   | Puchar Rosji                                                                    | ?      |       |   |   |   |    |    |     | od 1992                                   | 0      | 0      | 1/32 |
| Rosja                                                                                             | Bilans występów klubu w rozgrywkach piłkarskich Rosji (Stan na 31 maja 2019 r.) |        |       |   |   |   |    |    |     |                                           |        |        |      |

## Struktura klubu

### Stadion
Klub piłkarski rozgrywa swoje mecze domowe na stadionie Awangard w Rybińsku, który może pomieścić 420 widzów z trawą sztuczną. Wcześniej grał na stadionie Saturn o pojemności 6600 widzów.

### Inne sekcje
Klub prowadzi drużyny dla dzieci i młodzieży w każdym wieku.

## Kibice i rywalizacja z innymi klubami

### Rywalizacja
Największymi rywalami klubu są inne zespoły z okolic.

### Derby
- Szynnik Jarosław
- Dinamo Kostroma
- Dinamo Wołogda
- Szeksna Czerepowiec